# Опытная станция (Туркестанская область)
Опытная станция (каз. Тәжірибестанса) — упразднённое село в Сайрамском районе Туркестанской области Казахстана. В 2014 году включено в состав города Шымкент и исключено из учетных данных. Входило в состав Тассайского сельского округа. Код КАТО — 515273500.

## Население
В 1999 году население села составляло 339 человек (164 мужчины и 175 женщин). По данным переписи 2009 года, в селе проживали 443 человека (213 мужчин и 230 женщин).